# Live at the Royal Festival Hall
Live at the Royal Festival Hall, livealbum av Neil Sedaka utgivet 1974 på skivbolaget Polydor. Albumet spelades in 2 februari 1974 och är producerat av Wayne Bickerton och Sedaka spelar ihop med Royal Philharmonic Orchestra.
Albumet gavs inte ut i USA eftersom Sedaka inte hade något skivkontrakt där då.

## Låtlista
1. I'm A Song, Sing Me (Neil Sedaka/Howard Greenfield)
2. The Other Side Of Me (Neil Sedaka/Howard Greenfield)
3. Solitaire (Neil Sedaka/Phil Cody)
4. For The Good Of The Cause (Neil Sedaka/Howard Greenfield)
5. Let Daddy Know (Neil Sedaka/Howard Greenfield)
6. Laughter In The Rain (Neil Sedaka/Phil Cody)
7. Our Last Song Together (Neil Sedaka/Howard Greenfield)
8. Medley med låtarna:

Oh Carol (Neil Sedaka/Howard Greenfield)
Stairway To Heaven (Neil Sedaka/Howard Greenfield)
Little Devil (Neil Sedaka/Howard Greenfield)
Happy Birthday Sweet Sixteen (Neil Sedaka/Howard Greenfield)
Breaking Up Is Hard To Do (Neil Sedaka/Howard Greenfield)
Next Door To An Angel (Neil Sedaka/Howard Greenfield)
Calendar Girl (Neil Sedaka/Howard Greenfield)
9.Going Nowhere (Neil Sedaka/Phil Cody)
10.That's When The Music Takes Me (Neil Sedaka)